# 毫克
毫克或稱公絲，符號為mg（法語：milligramme），重量单位，是克的1/1000，是一種國際通用的重量單位。